# ポール・ヘイマン
ポール・ヘイマン（Paul Heyman、1965年9月11日 - ）は、アメリカ合衆国のプロレスリング・プロモーター、ブッカー、コメンテーターおよびレスラーのマネージャーである。ニューヨーク州スカーズデイル出身のユダヤ系アメリカ人。通称：ポール・E。

## 来歴
熱狂的なプロレスファンとして育ち、"Pro Wrestling Illustrated" などの業界誌のライターやカメラマンを経て、1986年にマネージャーとしてデビュー。
ポール・E・デンジャラスリー（Paul E. Dangerously）の名前を用い、いつでも契約話に応じられるよう携帯電話を手放さないヤッピーのドラ息子というキャラクターのもと、ヒールのポジションで活動。ジェリー・ローラーとジェリー・ジャレット（後のTNA創設者）の主宰するCWAやバーン・ガニアのAWAを経て、WCWへの移行期にあったNWAのジム・クロケット・プロモーションズに移籍。デンジャラス・アライアンス（The Dangerous Alliance）なるヒール軍団を組織し、ストーンコールド変身前の "スタニング" スティーブ・オースチンらをマネージメントした。

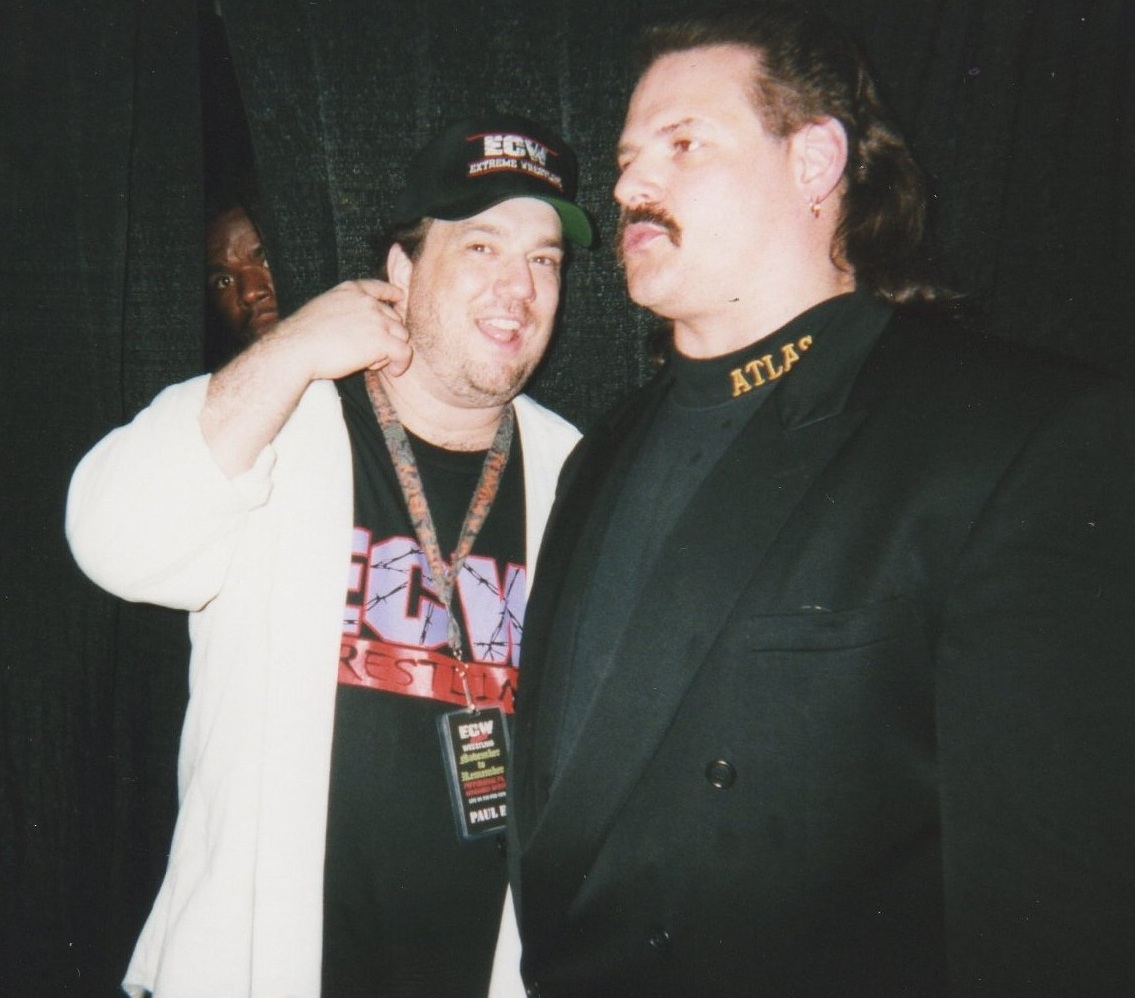
ECW時代のポール・ヘイマン（左）

1993年9月、フィラデルフィアのインディー団体ECWのプロデューサーに就任。独自のプロレス感によるマッチメイクが多くのプロレスマニアに受け入れられ、1996年にはECWを買収、オーナーとしてECWの全国展開を計画し、WCW、WWEに次ぐ第3勢力にまで成長させた。しかしプロレスについては天才的な彼も会社経営の才能には恵まれず、ECWは資金繰りに苦心して自転車操業を繰り返しついには倒産、ヘイマンも自己破産をすることとなった。
2001年にECWが崩壊した後は、活動の中心をWWEに移す。一時退団していたジェリー・ローラーに替わってカラー・コメンテーターを務めていたが、ECW・WCW連合軍（アライアンス）が結成されると連合軍に付き、連合軍の敗北と同時に姿を消す。その後、ブロック・レスナー、ビッグ・ショーなどヒールのレスラーのマネージャーを歴任した。
2003年から2004年にかけてはスマックダウンのGMを務めた。一時期ブックを担当し、カート・アングルとクリス・ベノワがヒール相手に名勝負を毎週のように繰り広げたことで高い評価を得ていた。
以後は裏方のクリエイティブ業務に専念していたが、2005年に行われたPPV "WWE ECW's One Night Stand" およびそれに向けたプロモーションにおいて再びWWEの表舞台に立つ。
2005年7月10日より、ジム・コルネットの後任としてOVWのヘッド・ブッカーに就任。その後2006年4月、WWE傘下のブランドとしてECWが復活するにあたり、OVWのブッカー職をアル・スノーに引き継ぎ再びECWのトップに就いたが、番組の視聴率は低迷し、同年12月にWWEを解雇された。
2010年8月、米メディアであるMMA Fightingのインタビューにおいて、総合格闘技に興味が赴き、Strikeforceを買収するのではないかという噂が流れたが、本人は否定した。10月、再びMMA Fightingのインタビューに応じて、今後は新しい活動として総合格闘技関係の広告事業に携わるとし "Looking for Larry" なる会社を設立して格闘家たちの紹介映像を製作していくことを明かした。
2012年5月、ブロック・レスナーの法律アドバイザーとしてWWEに復帰した。レスナーの一時離脱後はCMパンクのマネージャーを担当。パンクの助けになるように行動し、権力欲のためにRAWのGMだったAJに結婚を申し込むなど、自身がGMになろうとしたこともあった。2013年2月、ことあるごとにパンクに得な行動をするシールドやブラッド・マドックスに仕事を頼んでいたことが判明（本人は否定し続けた）、ビンス・マクマホン会長によって解雇されかけたものの、レスナーがマクマホンを攻撃したことで事なきを得た。
その後もレスナーおよびパンクのマネージャーを続け、2013年5月にはカーティス・アクセルを新しい顧客に迎えたが、自身の元を離れたパンクに怒りの矛先を向け、アクセルやレスナーと共にパンクとの抗争を開始。9月15日のナイト・オブ・チャンピオンズ2013では自身とアクセルが組んでのイリミネーション式ハンディ戦を行い、ライバックの乱入で勝利を収めた。以降は彼も仲間に引き入れ、10月27日のヘル・イン・ア・セル2013ではライバックと組んでセル形式での再度のハンディ戦に挑んだが敗退、ライバックとアクセルに見切りをつけられた。
2013年12月30日のRAWにて、COOのトリプルHとの友好的な関係を手に入れることに成功。レスナーが掲げたWWE世界ヘビー級王座挑戦はかなわなかったものの、レッスルマニア30でのレスナーのマッチメイクを自由に決定できる権利を獲得。2014年4月6日開催のWM30ではレスナーとジ・アンダーテイカーとの試合が行われ、レスナーが勝利を収めた。ヘイマンはことあるごとにそのことを吹聴して回りつつ、WM30の翌日のRAWからはセザーロを新たな顧客に加えた。
2019年6月、WWEによりロウ・エグゼクティブ・ディレクター（RAW Executive Director）に就任したことが発表される。
2021年12月、ローマン・レインズのスポークスマンを解雇されたことを受け、12月24日配信のスマックダウンにおいて（アングルとして）プロレス業界からの撤退を示唆した。12月17日の興行での裏切り騒動（レスナーとの再合体）でレインズの信頼を失ったことが背景にあった。
2024年、WWE殿堂に迎えられた。4月5日、ECWの本拠地だったフィラデルフィアのウェルズ・ファーゴ・センターで行われた式典では、レインズがインダクターを務めた。

## 担当選手
CWA
- オースチン・アイドル
- トミー・リッチ
- チック・ドノバン

AWA
- アドリアン・アドニス
- カーネル・デビアーズ

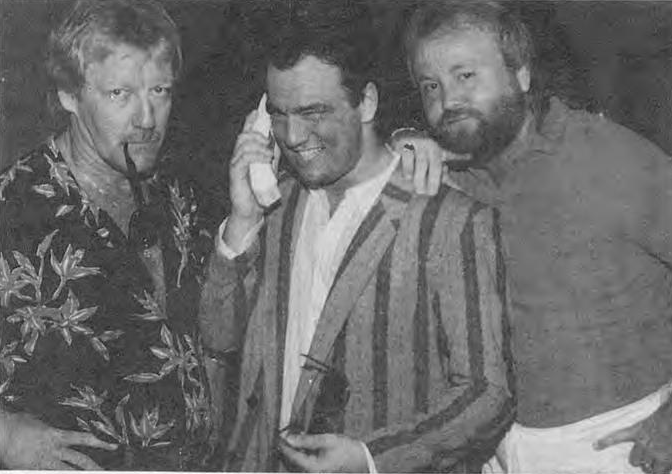
左からランディ・ローズ、ポール・E・デンジャラスリー、デニス・コンドリー（1987年）

- オリジナル・ミッドナイト・エクスプレス（デニス・コンドリー & ランディ・ローズ） ※NWA移籍後も担当

NWA / WCW
- サモアン・スワット・チーム（サムゥ & ファトゥ）
- ジャック・ビクトリー
- "ミーン" マーク・キャラス
- アーン・アンダーソン
- リック・ルード
- ラリー・ズビスコ
- メデューサ
- "スタニング" スティーブ・オースチン
- ボビー・イートン
- マイケル・ヘイズ

ECW
- ドン・ムラコ
- ジミー・スヌーカ
- エディ・ギルバート
- ダーク・パトリオット
- タズマニアック
- 911（英語版）

WWE
- ブロック・レスナー
- ビッグ・ショー
- カート・アングル
- シェルトン・ベンジャミン
- チャーリー・ハース
- A-トレイン
- ダッドリー・ボーイズ
- ハイデンライク
- ロブ・ヴァン・ダム
- サブゥー
- CMパンク
- カーティス・アクセル
- ライバック
- セザーロ
- ローマン・レインズ
- ソロ・シコア

## 逸話
- 日本のプロレス、特に小橋建太の大ファンとしても知られている。
- WWEで解説を担当していた頃、ライノがゴアを決めると必ず「ゴア! ゴア! ゴア! 」と何度も連呼していた。
- 父親は第二次世界大戦中、アメリカ海軍として従軍した経歴を持ち、母親はホロコーストの生き残りである。